# Sains (Ille-et-Vilaine)
Pour les articles homonymes, voir Sains.
Sains est une commune française située dans le département d'Ille-et-Vilaine en région Bretagne, peuplée de 457 habitants.

## Géographie

### Communes limitrophes
| Saint-Marcan   | Roz-sur-Couesnon |                            |
| Saint-Broladre | Sains            | Saint-Georges-de-Gréhaigne |
| La Boussac     | Pleine-Fougères  |                            |

### Hydrographie
Pour un article plus général, voir Réseau hydrographique d'Ille-et-Vilaine.
La commune est située dans le bassin Loire-Bretagne. Elle n'est drainée par aucun cours d'eau,.

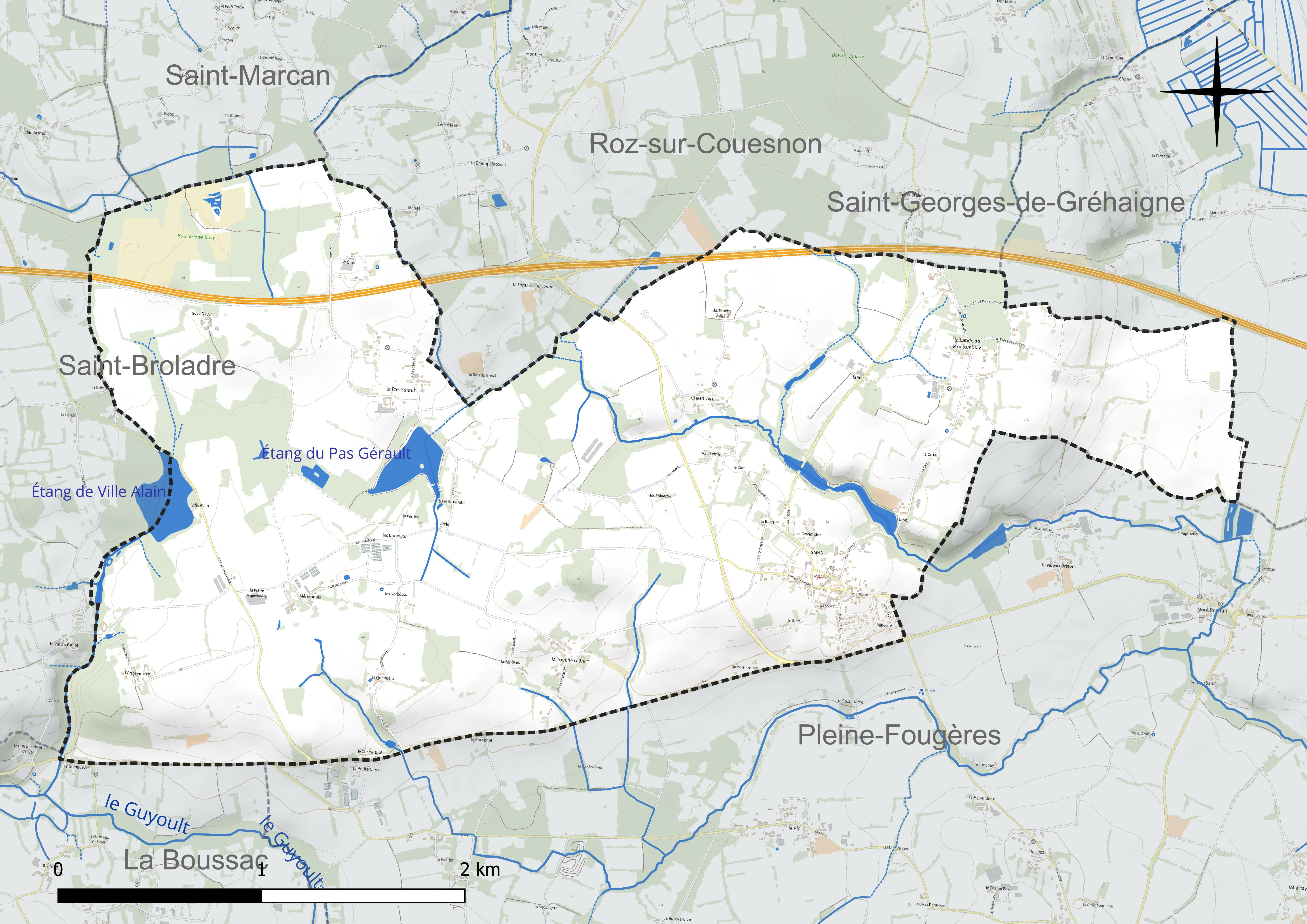
Réseau hydrographique de Sains.

Deux plans d'eau complètent le réseau hydrographique : l'étang de Ville Alain, d'une superficie totale de 7,3 ha (4,05 ha sur la commune) et l'étang du Pas Gérault (5,82 ha),.

### Climat
Pour des articles plus généraux, voir Climat de la Bretagne et Climat d'Ille-et-Vilaine.
En 2010, le climat de la commune est de type climat océanique franc, selon une étude du CNRS s'appuyant sur une série de données couvrant la période 1971-2000. En 2020, Météo-France publie une typologie des climats de la France métropolitaine dans laquelle la commune est exposée à un climat océanique et est dans la région climatique  Bretagne orientale et méridionale, Pays nantais, Vendée, caractérisée par une faible pluviométrie en été et une bonne insolation. Parallèlement l'observatoire de l'environnement en Bretagne publie en 2020 un zonage climatique de la région Bretagne, s'appuyant sur des données de Météo-France de 2009. La commune est, selon ce zonage, dans la zone « Intérieur », exposée à un climat médian, à dominante océanique.  
Pour la période 1971-2000, la température annuelle moyenne est de 11,3 °C, avec une amplitude thermique annuelle de 12,2 °C. Le cumul annuel moyen de précipitations est de 785 mm, avec 12,8 jours de précipitations en janvier et 7,5 jours en juillet. Pour la période 1991-2020, la température moyenne annuelle observée sur la station météorologique la plus proche, située sur la commune de Pontorson à 6 km à vol d'oiseau, est de 11,9 °C et le cumul annuel moyen de précipitations est de 821,3 mm,. Pour l'avenir, les paramètres climatiques de la commune estimés pour 2050 selon différents scénarios d'émission de gaz à effet de serre sont consultables sur un site dédié publié par Météo-France en novembre 2022.

## Urbanisme

### Typologie
Au 1er janvier 2024, Sains est catégorisée commune rurale à habitat dispersé, selon la nouvelle grille communale de densité à sept niveaux définie par l'Insee en 2022.
Elle est située hors unité urbaine et hors attraction des villes,.

### Occupation des sols
L'occupation des sols de la commune, telle qu'elle ressort de la base de données européenne d'occupation biophysique des sols Corine Land Cover (CLC), est marquée par l'importance des territoires agricoles (92,3 % en 2018), une proportion identique à celle de 1990 (92,3 %). La répartition détaillée en 2018 est la suivante : 
terres arables (46,5 %), zones agricoles hétérogènes (45,8 %), forêts (4,9 %), zones urbanisées (2,9 %). L'évolution de l'occupation des sols de la commune et de ses infrastructures peut être observée sur les différentes représentations cartographiques du territoire : la carte de Cassini (XVIIIe siècle), la carte d'état-major (1820-1866) et les cartes ou photos aériennes de l'IGN pour la période actuelle (1950 à aujourd'hui).

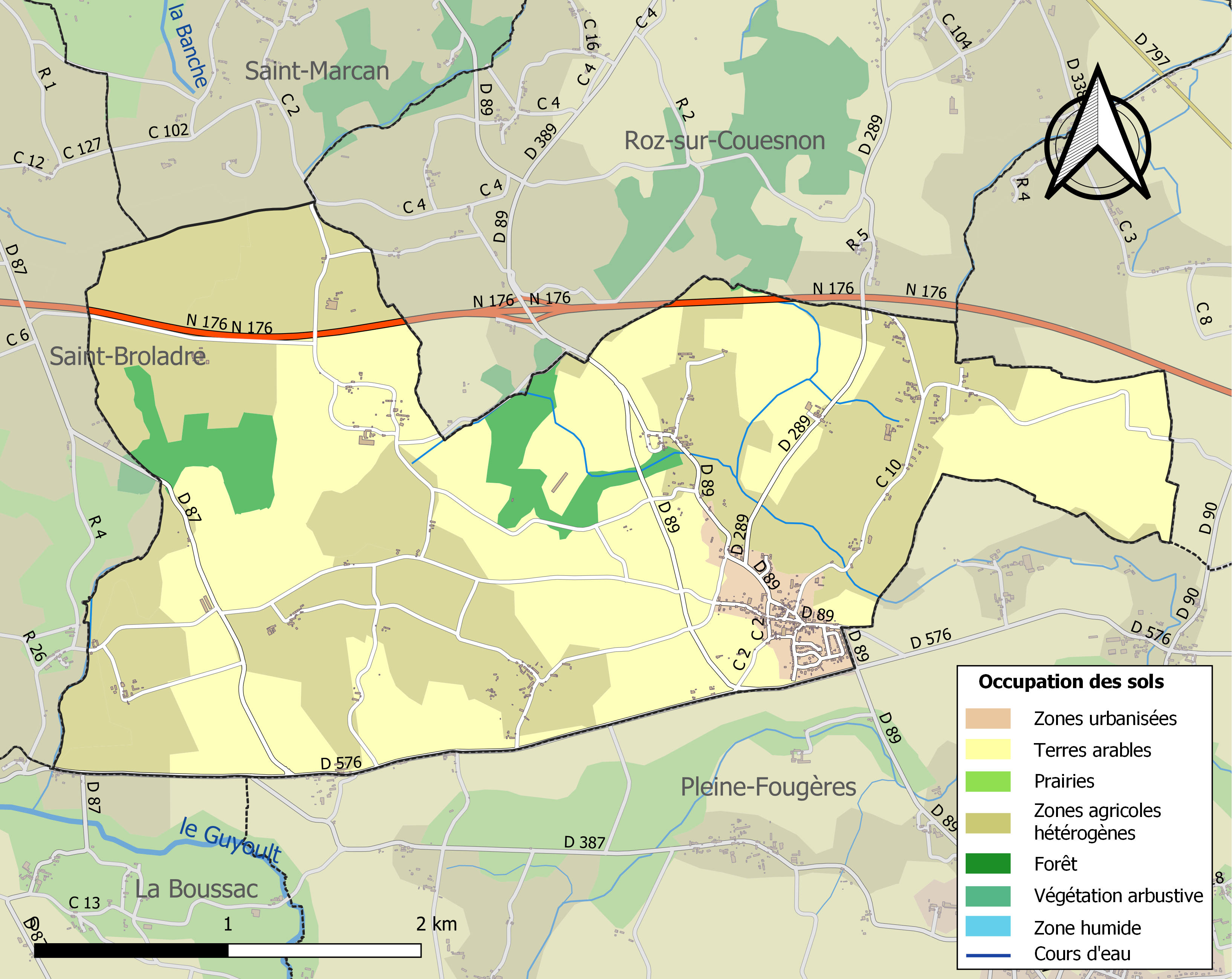
Carte des infrastructures et de l'occupation des sols de la commune en 2018 (CLC).

## Toponymie
Le nom de la localité est attesté sous la forme Parochia de Sainz au XIe siècle, Sains en 1223, Seins en 1300, ecclesia de Sanctis au XIVe siècle, Saincts en 1513.[réf. nécessaire]
Sains est issu, semble-t-il, du latin sanctus « saint », dans le sens de « reliques de saint » pour désigner une église où l'on conservait des reliques.
Le gentilé est Sainsois.

## Histoire
La paroisse de Sains faisait partie du doyenné de Dol relevant de l'évêché de Dol et était sous le vocable de saint Pierre. Son nom provient de Sanctis, vers 1330.

## Politique et administration

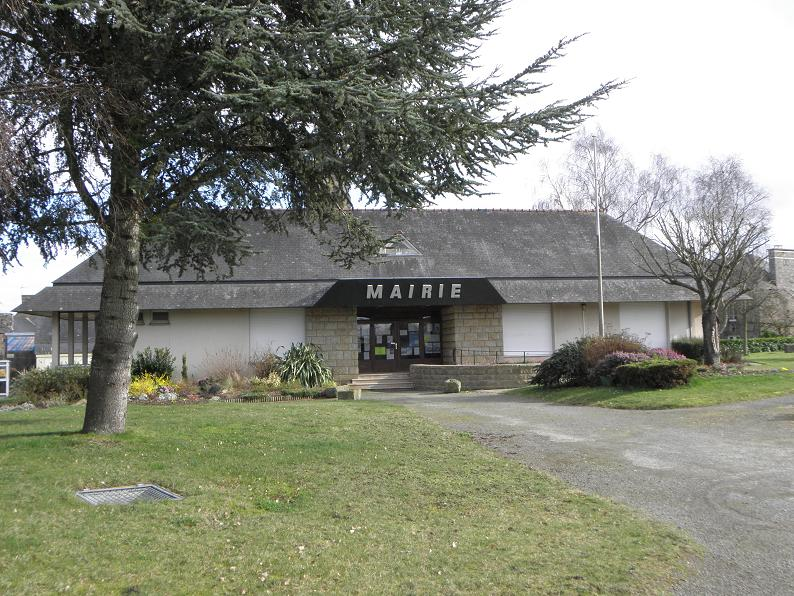
La mairie.

| Période                                  | Période     | Identité                   | Étiquette      | Qualité                                                                   |
| ---------------------------------------- | ----------- | -------------------------- | -------------- | ------------------------------------------------------------------------- |
| 1947                                     | ...         | Eugène Plessis             | Rad-soc → SFIO |                                                                           |
| 1953                                     | mars 1983   | Albert Dory (1919-1995)    | PSU puis PS    | Conseiller juridique, ancien sous-officier Conseiller général (1973-1979) |
| mars 1983                                | mars 1989   | Prosper Roger              | SE             | Agriculteur                                                               |
| mars 1989                                | mars 2001   | Isabelle Pelé              | SE             | Professeure de lycée professionnel                                        |
| mars 2001                                | avril 2014  | Marie-Christine Lefrançois | PRG            | Professeur de musique                                                     |
| avril 2014                               | 25 mai 2020 | Michel Blin                | SE             | Directeur technique de société                                            |
| 25 mai 2020                              | En cours    | Nicolas Bathellier         |                | Chef d'entreprise                                                         |
| Les données manquantes sont à compléter. |             |                            |                |                                                                           |

## Démographie
L'évolution du nombre d'habitants est connue à travers les recensements de la population effectués dans la commune depuis 1793. Pour les communes de moins de 10 000 habitants, une enquête de recensement portant sur toute la population est réalisée tous les cinq ans, les populations de référence des années intermédiaires étant quant à elles estimées par interpolation ou extrapolation. Pour la commune, le premier recensement exhaustif entrant dans le cadre du nouveau dispositif a été réalisé en 2004.
En 2022, la commune comptait 457 habitants, en évolution de −7,68 % par rapport à 2016 (Ille-et-Vilaine : +5,46 %, France hors Mayotte : +2,11 %).
| 1793 | 1800 | 1806 | 1821 | 1831 | 1836 | 1841 | 1846 | 1851 |
| ---- | ---- | ---- | ---- | ---- | ---- | ---- | ---- | ---- |
| 707  | 712  | 706  | 714  | 726  | 701  | 739  | 772  | 844  |

| 1856 | 1861 | 1866 | 1872 | 1876 | 1881 | 1886 | 1891 | 1896 |
| ---- | ---- | ---- | ---- | ---- | ---- | ---- | ---- | ---- |
| 857  | 864  | 840  | 788  | 829  | 822  | 784  | 828  | 795  |

| 1901 | 1906 | 1911 | 1921 | 1926 | 1931 | 1936 | 1946 | 1954 |
| ---- | ---- | ---- | ---- | ---- | ---- | ---- | ---- | ---- |
| 806  | 783  | 707  | 646  | 622  | 600  | 583  | 552  | 575  |

| 1962 | 1968 | 1975 | 1982 | 1990 | 1999 | 2004 | 2006 | 2009 |
| ---- | ---- | ---- | ---- | ---- | ---- | ---- | ---- | ---- |
| 543  | 569  | 628  | 667  | 569  | 504  | 491  | 482  | 483  |

| 2014 | 2019 | 2022 | - | - | - | - | - | - |
| ---- | ---- | ---- | - | - | - | - | - | - |
| 497  | 459  | 457  | - | - | - | - | - | - |

## Lieux et monuments

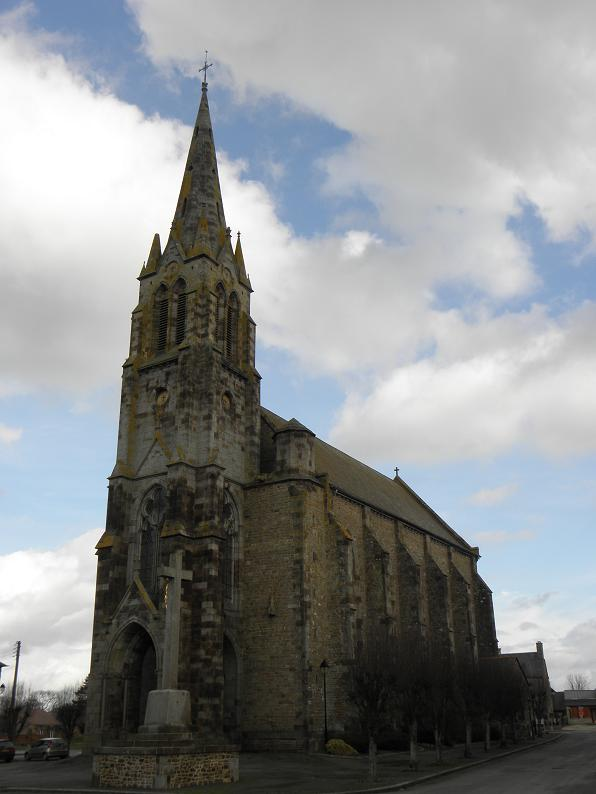
L'église Saint-Pierre.

- Église Saint-Pierre, de style néo-gothique : corps de l'édifice construit de 1861 à 1868 par Jean-Gabriel Frangeul sur les plans d'Eugène Hawke, tour et flèche érigées par son fils, Alfred-Louis Frangeul, en 1893-1894[26],[27].
- Étang du Bourg, un des étangs mésotrophes initiaux d'Ille-et-Vilaine[28].